# Drapeau de la Dominique
 (août 2011).
Si vous disposez d'ouvrages ou d'articles de référence ou si vous connaissez des sites web de qualité traitant du thème abordé ici, merci de compléter l'article en donnant les références utiles à sa vérifiabilité et en les liant à la section « Notes et références ».
Le drapeau de la Dominique fut adopté officiellement le 3 novembre 1978 mais il a eu la particularité d’avoir été retouché trois fois depuis.

## Description
Le drapeau est composé d’un fond vert avec une croix tricolore, symbole du christianisme qui est la religion d’État. Cette croix est composée de trois couleurs (jaune, blanc, noir) qui représente la Sainte-Trinité et dont chacune possède une signification :
- la bande jaune représente le Soleil et l’agriculture (production de citrons ou de bananes) ; c’est aussi l’emblème des premiers Indiens, à savoir les Arawaks et les Caraïbes ;
- la bande blanche représente les rivières et les sources d’eau, et plus allégoriquement la pureté ;
- la bande noire quant à elle représente la riche terre mais aussi la population issue de la traite des Noirs. Comme la Dominique a aboli l’esclavage dès 1833, beaucoup d’esclaves des îles voisines allèrent se réfugier dans le pays.

Le vert est le symbole de la végétation luxuriante.
Au centre du drapeau, on trouve un cercle rouge avec un perroquet présent endémique de l’île, le sisserou ou Amazone impériale (Amazona imperialis), devenu son emblème. L’oiseau incarne le désir et la volonté de s'élever toujours plus vers une haute destinée. Sa tête, sa nuque et sa poitrine sont bleu-violet ce qui fait du drapeau de la Dominique l'un des deux seuls drapeaux nationaux à contenir du violet, avec le drapeau du Nicaragua qui contient un arc-en-ciel. Ce n'est toutefois pas la même nuance de violet. Quant à elle, la couleur rouge du cercle symbolise la justice sociale.
Dix étoiles vertes à cinq branches entourent l’animal, une étoile pour chaque paroisse du pays.

## Historique[2]
| Drapeau | Année     | Description |
| ------- | --------- | --- |
|         | 1955-1965 | En 1956, la Dominique acquiert une autonomie au sein de la fédération des Îles-du-Vent britanniques. Le drapeau est alors fondé sur le Blue Ensign avec comme blason un trois-mâts qui aborde le port de Roseau. |
|         | 1965-1978 | En 1967, elle devient État associé au Commonwealth et entame l’installation d’un régime démocratique. Le blason est alors remplacé par les armoiries du pays.                                                    |

En 1978, la Dominique acquiert son indépendance et son drapeau a subi depuis quelques corrections.
| Drapeau | Année            | Description |
| ------- | ---------------- | --- |
|         | 1978–1981        | L’ordre des couleurs des bandes est alors jaune, blanc, noir. Le perroquet est tourné vers la droite du drapeau.                     |
|         | 1981–1988        | L’ordre des couleurs est à présent jaune, noir, blanc. Les étoiles ont alors un liseré jaune.                                        |
|         | 1988–1990        | Le perroquet regarde à présent vers la gauche du drapeau, et ses couleurs sont modifiées.                                            |
|         | 1990–aujourd’hui | Le liseré des étoiles devient noir. Les couleurs de l’oiseau sont assombries. On note aussi une légère modification des proportions. |